# كلوز هارمز
كلوز هارمز (بالألمانية: Claus Harms)‏ هو عالم عقيدة ألماني، ولد في 25 مايو 1778 في Diekhusen-Fahrstedt ‏ في ألمانيا، وتوفي في 1 فبراير 1855 في كيل في ألمانيا.